# Anne Marie Rubin
Anne Marie Rubin (født 19. oktober 1919 i Frederiksberg, død 1. december 1993 i København) var en dansk arkitekt og den første kvindelige professor i byplanlægning. Hun var datter af psykologiprofessor Edgar Rubin (1886-1951), og Hedevig Elisabeth Marie Thiesen (1891-1965).

## Liv og virke
Hun blev i 1936 student fra Holte Gymnasium. Herefter arbejdede hun som murerlærling, som alle, der skulle optages på Akademiet skulle, inden hun i 1940 blev optaget på Kunstakademiets Arkitektskole. Fra 1943–1945, hvor hun opholdt sig som flygtning i Sverige, studerede hun på Kungliga Tekniska högskolan i Stockholm, mens hun arbejdede på tegnestuen Vattenbyggnadsbyrån (sv). I 1946 var hun en af fire kvinder blandt de 79 studerende, som tog afgang. 
Erfaringerne fra Sverige gjorde hurtigt Anne Marie Rubin til en særdeles efterspurgt fagperson. Som hun skriver: “Da jeg i sin tid opholdt mig i Sverige som flygtning, havde jeg lejlighed til specielt at studere byplanproblemer, og det optog mig saa stærkt, at jeg fortsatte med det, da vi kunne vende hjem. Jeg fandt ud af, at der kun var ganske faa her i landet, der beskæftigede sig med de problemer.” I 1951 fik hun Kunstakademiets lille guldmedalje for et projekt for en mineby på Mors.
Anne Marie Rubin arbejdede derefter hos Den Kommitterede for Byplansager i Boligministeriet, frem til hun i 1954 etablerede tegnestue i eget navn med skiftende partnere. Tegnestuen stod bag byplaner for en lang række kommuner i hele Danmark og havde ud over København også kontor i Herning. Fra 1964-67 fungerede hun som forbillede og arbejdsgiver for den yngre arkitekt Karen Zahle. 
Sideløbende med byplanarbejdet underviste hun nogle år ved Kunstakademiets Arkitektskole og blev i 1968 udnævnt som professor ved en ny nordisk planlæggeruddannelse, Nordiska institutet för samhällsplanering (sv) i Stockholm, hvor hun var aktiv frem til 1971. I 1974 begyndte hun som professor i samfundsplanlægning ved det nye Aalborg Universitetscenter, hvor hun sammen med flere andre fagkræfter opbyggede universitetscenterets arkitekt- og planlæggeruddannelse.
Anne Marie Rubin holdt i 1960’erne adskillige foredrag, hvor hun forholdt sig kritisk til det hurtigt voksende sommerhusbyggeri langs kysterne i Danmark. Hun engagerede sig i en række samfundsspørgsmål, især om offentlig rum om byudvikling, om alternative bymiljøer, køn og byudvikling. Hun var medlem af flere faglige udvalg og var blandt andet formand for Akademiraadet fra 1984–1987.

## Arkitektur- og byplanlægningsprojekter
- 1958 - Dispositionsplan for Nakskov Anne Marie Rubins tegnestue
- 1958 - Plan for udbygning af sommerhuse ved Vejby Strand, sammen med arkitekt Claus Bremer
- 1959-1977    Planlægningsopgaver for Herning kommune Anne Marie Rubins tegnestu
- 1964             Plan for Sydlolland, ’Rubinplanen’, Anne Marie Rubins tegnestue med medarbejder, arkitekt Ole Gerstrøm
- 1967             Plan for udvidelse af Les Milandes, Frankrig, for Josephine Baker, Anne Marie Rubins tegnestue med arkitekt Dan Christensen
- 1967             Plan for Hvide Sande Klitby Anne Marie Rubins tegnestue
- 1973              Bevaringsplan for Veddelev Anne Marie Rubins tegnestue
- 1975              Bevaringsplan for Søllerød Anne Marie Rubins tegnestue
- 1977              Udstilling om Christiana, sammen med Gerda Tosti Nielsen, og i regi af Aalborg Universitetscenter, hvor begge var ansat. Vist ved udstillingen Alternativ Arkitektur på Louisiana Arkitekturmuseet i Stockholm.